# Boquira
Boquira est une municipalité brésilienne de l'État de Bahia et la Microrégion de Boquira.